# 沃納羅賓斯 (喬治亞州)
沃納羅賓斯（英語：Warner Robins）是一個位於美國喬治亞州休斯敦縣和皮奇縣的城市。

## 地理
沃納羅賓斯的座標為32°36′31″N 83°38′17″W / 32.60861°N 83.63806°W，而該地的平均海拔高度為111米（即365英尺）。

## 人口
根據2010年美國人口普查的數據，沃納羅賓斯的面積為91.60平方千米，當中陸地面積為90.80平方千米，而水域面積為0.80平方千米。當地共有人口66588人，而人口密度為每平方千米726.94人。